# Fernando Larruquert Aguirre
Fernando María Larruquert Aguirre (Irun, Guipúscoa, 1934 - 20 d'octubre de 2016) va ser un fotògraf, muntador i director de cinema espanyol.

## Biografia i trajectòria
Els seus inicis artístics es deuen al món de la música. Va fundar i va dirigir el cor Alaiki en 1950 i la Coral Irunesa de Cambra en 1959. La seva trajectòria amb la Coral Irunesa de Cambra va estar marcada per l'èxit pels diversos premis que va guanyar aquesta estant sota la seva batuta.
Encara que sentia alhora una gran passió pel cinema, passió que compartia pel seu cercle d'amics, entre els quals es trobaven artistes com Jorge Oteiza, Néstor Basterretxea o Agustín Ibarrola.
La seva primera pel·lícula va ser Operación H realitzada amb Néstor Basterretxea. Aquest curtmetratge, centrat en el món del disseny industrial, va ser finançat pel mecenes navarrès Juan Huarte. Després d'aquest primer treball, Fernando Larruquert i Néstor Basterretxea van fundar la productora Frontera Films Irun, SA, amb la qual van produir les seves pròpies pel·lícules.
En 1965 van rodar Alquezar. Retablo de pasión, centrada en un poble aragonès dels Pirineus anomenat Alquèssar. El tractament donat pels cineastes i el fet que el rodatge es realitzés durant la Setmana Santa - per motius laborals només podien rodar durant les vacances -, fan a la pel·lícula un aire religiós i atemporal molt suggeridor. Ja en 1968 Fernando Larruquert i Néstor Basterretxea van aconseguir estrenar la que és la seva obra mestra, Ama Lur o "Mare Terra". Filmada durant dos anys, superant les enormes traves de la censura franquista, els cineastes van buscar abans de res indagar entorn d'un nou llenguatge cinematogràfic pròpiament basc.
En 1974 Larruquert va partir al Nepal per a rodar un documental sobre una expedició basca que va intentar coronar l'Everest. Els muntanyencs van fracassar en el seu intent i el material filmat no va poder ser exhibit per motius tècnics. En 1978, amb patrocini del Banco de Vizcaya, va dirigir un llargmetratge documental centrat en la música popular basca, titulat Euskal Herri-Musika. Utilitzant la tècnica de relació en el muntatge ja present a Ama Lur, Larruquert va rodar un documental incomprès en el seu temps.
Paral·lelament, Fernando Larruquert va exercir com a muntador i director de fotografia en nombroses produccions. A partir de principis dels noranta va deixar definitivament el cinema per a dedicar-se al seu comerç de fotografia a Irun. En 2006 Ama Lur va tornar a ser notícia perquè la Filmoteca Basca va llançar una crida de socors per mitjà de la premsa davant el delicat estat de conservació del film. En 2007 el propi Larruquert va supervisar el procés de digitalització de l'edició en DVD d'Ama Lur.
En 2008 la família Larruquert - Fernando i els seus dos fills Aitor i Fernando- agrupats sota el nom de Lamia, van celebrar els seus 25 anys dedicats a la fotografia amb una exposició a les sales Boulevard Kutxa de Sant Sebastià. L'exposició, sota el títol La piel estremecida, va reunir 132 fotografies.

## Filmografia
- 1993 Detrás del tiempo (Muntatge)
- 1989 Mintaka (Muntatge)
- 1987 Azpiko gizona (Muntatge)
- 1986 Hor duzu hurrengoa (Muntatge)
- 1986 Hautsi zure marka (Cámara)
- 1985 Mar adentro (Doc) (Muntatge)
- 1985 Errugabeen isiltasuna (Muntatge)
- 1985 Manaslu (Muntatge)
- 1982 Oinkadak denboran II (Fotografia)
- 1981 Agur Everest - Namasté, Chamo Longmu (Direcció/Fotografia/Guion/Muntatge)
- 1981 Nafarroako Ikazkinak (Muntatge)
- 1980 Ikusmena (Muntatge)
- 1979 Barregarriaren Dantza (Muntatge)
- 1979 Euskal Herri-Musika (Direcció/Guió/Muntatge)
- 1978 Irrintzi (Muntatge)
- 1976 Marismas en la Mancha (Muntatge)
- 1974 Mauritius, llave del Índico (Muntatge)
- 1974 Las encantadas (Muntatge)
- 1972 Navarra agreste (Muntatge)
- 1971 Usisumbue (no molesten) (Muntatge)
- 1969 Doñana (Muntatge)
- 1968 Ama Lur (Direcció/Guió/Muntatge)
- 1966 Alquezar, retablo de pasión (Direcció)
- 1964 Pelotari (Direcció)
- 1963 Operación H (Ajudant de Direcció)

## Premis
- Per Namasté, Chamo Longmu - Agur Everest, Gran Premi al llargmetratge Documental al Festival Internacional de Cinema Documental i Curtmetratge de Bilbao (Secció Internacional), 1981.
- Per Ama lur, Premi "Conde de Foxa" al Certamen Internacional de Cinema Documental i Curtmetratge de Bilbao (Secció Internacional), 1968.
- Per Pelotari, Medalla de Plata al Certamen Internacional de Cinema Documental i Curtmetratge de Bilbao (Secció Iberoamericana i Filipina)), 1964.

### Altres premis
- Primer Premi Nacional d'Agrupacions Corals, 1964.
- Primer Premi Nacional de Direcció Coral, 1963.
- Medalla d'Or al Mèrit Cultural Francès, 1962.
- Segon Premi Mundial de conjunts corals a Lille, 1962.